# Euryproctus holmgreni
Euryproctus holmgreni là một loài tò vò trong họ Ichneumonidae.